# Karel Trapl
Karel Trapl (31. srpna 1881 Chrudim – 7. dubna 1940 Praha) byl rakousko-uherský, český a československý státní úředník, národohospodář a politik, za první republiky ministr financí.

## Biografie
Pocházel z rodiny chrudimského ředitele gymnázia. Gymnázium a právní vysokoškolská studia absolvoval v Praze. Profesí byl právník a ekonom. Prodělal praxi u Zemského soudu v Praze a od roku 1907 byl zaměstnán na Poštovním ředitelství v Praze, kde působil až do roku 1918 jako prezidialista. V roce 1919 se stal viceprezidentem, roku 1926 prezidentem Poštovního šekového úřadu, který se roku 1930 transformoval na Poštovní spořitelnu a Karel Trapl nastoupil do funkce jejího prvního guvernéra.
Zastával také pozici v konsorciu pro úvěrové operace, byl ředitelem náhradové banky pro pozemkovou reformu, členem burzovní komory a členem správní rady výkonného výboru Anglo-československé a pražské úvěrové banky.
Od dubna 1931 zastával post ministra financí v druhé vládě Františka Udržala. Křeslo si udržel i v následující první vládě Jana Malypetra, druhé vládě Jana Malypetra, třetí vládě Jana Malypetra, první vládě Milana Hodži a druhé vládě Milana Hodži. Portfolio si udržel do března 1936. Demisi podal ze zdravotních důvodů. Jako ministr musel řešit rostoucí vliv zbrojních zakázek na ekonomiku státu v souvislosti s ohrožením republiky. Po odchodu z vládní funkce se vrátil na post guvernéra Poštovní spořitelny.
Zemřel v dubnu 1940 ve Všeobecné veřejné nemocnici v Praze.